# Der Kommissar
"Der Kommissar" é uma canção do cantor austríaco Falco, lançada como single em 1981. Faz parte do álbum Einzelhaft, lançado em 1982.

## Posição nas paradas musicais

### Versão de Falco
| Ano (1981/1982/1983)           | Melhor posição |
| ------------------------------ | -------------- |
| Austrian Singles Chart         | 1              |
| Australian Singles Chart       | 7              |
| Canadá (RPM Top Singles)       | 11             |
| France Singles Chart           | 1              |
| German Singles Chart           | 1              |
| Irlanda (IRMA)                 | 24             |
| Italy Singles Chart            | 1              |
| Japan Singles Chart            | 1              |
| Norway Singles Chart           | 3              |
| Netherlands Singles Chart      | 18             |
| New Zealand Singles Chart      | 4              |
| Spain Singles Chart            | 1              |
| Swedish Singles Chart          | 4              |
| Swiss Singles Chart            | 2              |
| U.S. Billboard Disco Top 80    | 10             |
| U.S. Cash Box Top 100          | 74             |
| U.S. Billboard Mainstream Rock | 22             |

### Paradas de fim de ano (versão de Falco)
| Parada (1982)       | Posição |
| ------------------- | ------- |
| Italy Singles Chart | 1       |

### Versão de After the Fire
| Ano (1983)                        | Melhor posição |
| --------------------------------- | -------------- |
| Canadá (RPM Top Singles)          | 12             |
| South African Singles Chart       | 2              |
| UK Singles Chart                  | 47             |
| U.S. Billboard Hot 100            | 5              |
| U.S. Billboard Disco/Dance Top 80 | 17             |

### Paradas de fim de ano (versão de After the Fire)
| Parada (1983)                  | Rank |
| ------------------------------ | ---- |
| US Top Pop Singles (Billboard) | 30   |